# Jeeves
Jeeves is een fictief personage uit een serie boeken en korte verhalen van de Britse schrijver P.G. Wodehouse. Hij is een valet, ofwel persoonlijke bediende, en de trouwe metgezel van Bertie Wooster. De verhalen zijn meermaals gebruikt als inspiratie voor film, televisie en toneel. Waaronder de musical By Jeeves van Andrew Lloyd Webber en de televisieserie Jeeves and Wooster met Stephen Fry als Jeeves en Hugh Laurie als Wooster.

## Beschrijving
Jeeves staat bekend om zijn buitengewone intelligentie, vaardigheid en vermogen om zelfs de meest ingewikkelde problemen op te lossen. Hij heeft een rustige en hoffelijke houding en is toegewijd aan het helpen van Bertie en zijn vrienden, zelfs als dat betekent dat hij zijn vakantie moet onderbreken.
Jeeves heeft een indrukwekkende kennis van literatuur, academische onderwerpen en de Britse aristocratie. Hij is bedreven in het oplossen van problemen met subtiliteit en finesse, vaak gebruikmakend van zijn uitgebreide connecties en informatienetwerk. Naast zijn diensten als valet en butler, staat Jeeves ook bekend om het brouwen van speciale drankjes, waaronder een krachtig middel tegen een kater.
Zijn uiterlijk wordt beschreven als lang, donker en indrukwekkend, en zijn persoonlijkheid wordt gekenmerkt door een kalme en hoffelijke benadering. Ondanks zijn formele houding heeft Jeeves een droog gevoel voor humor. Hij is een cruciaal personage in de Jeeves-verhalen, waar hij fungeert als een soort onzichtbare kracht achter de schermen die Bertie en zijn vrienden uit allerlei komische situaties redt. De relatie tussen Jeeves en Bertie vormt de kern van de humoristische verhalen, waarbij Jeeves constant de onorthodoxe beslissingen van Bertie compenseert met zijn scherpzinnigheid en bedachtzaamheid.

## Boeken
- The Man with Two Left Feet (1917)
- My Man Jeeves (1919)
- The Inimitable Jeeves (1923)
- Carry On, Jeeves (1925)
- Very Good, Jeeves (1930)
- Thank You, Jeeves (1934)
- Right Ho, Jeeves (1934)
- The Code of the Woosters (1938)
- Joy in the Morning (1946)
- The Mating Season (1949)
- Come On, Jeeves (1952 - toneelstuk)
- Ring for Jeeves (1953)
- Jeeves and the Feudal Spirit (1954)
- A Few Quick Ones (1959)
- Jeeves in the Offing (1960)
- Stiff Upper Lip, Jeeves (1963)
- Plum Pie (1966)
- Much Obliged, Jeeves (1971)
- Aunts Aren't Gentlemen (1974)